# Kotroni
Kotroni  este un oraș în Grecia în Prefectura Laconia.